# العلاقات الإسبانية البالاوية
العلاقات الإسبانية البالاوية هي العلاقات الثنائية التي تجمع بين إسبانيا وبالاو.

## مقارنة بين البلدين
هذه مقارنة عامة ومرجعية للدولتين:
| وجه المقارنة                                              | إسبانيا                                                                             | بالاو                         |
| --------------------------------------------------------- | ----------------------------------------------------------------------------------- | ----------------------------- |
| المساحة (كم2)                                             | 505.99 ألف                                                                          | 465                           |
| عدد السكان (نسمة)                                         | 46.73 مليون                                                                         | 21.73 ألف                     |
| الكثافة السكانية (ن./كم²)                                 | 92.35                                                                               | 4.67 ألف                      |
| العاصمة                                                   | مدريد                                                                               | نغيرولمود، كورور              |
| اللغة الرسمية                                             | اللغة الإسبانية، اللغة الغاليسية، لغة بشكنشية، اللغة الكتالونية، اللغة الأوكسيتانية | لغة إنجليزية، اللغة البالاوية |
| العملة                                                    | يورو، بيزيتا إسبانية                                                                | دولار أمريكي                  |
| الناتج المحلي الإجمالي (بليون دولار)                      | 1.31 تريليون                                                                        | 291.54 مليون                  |
| الناتج المحلي الإجمالي (تعادل القوة الشرائية) بليون دولار | 1.77 تريليون                                                                        | 326.12 مليون                  |
| الناتج المحلي الإجمالي الاسمي للفرد دولار أمريكي          | 28.16 ألف                                                                           | 13.50 ألف                     |
| الناتج المحلي الإجمالي للفرد دولار أمريكي                 | 38.00 ألف                                                                           | 14.76 ألف                     |
| مؤشر التنمية البشرية                                      | 0.876                                                                               | 0.780                         |
| رمز المكالمات الدولي                                      | +34                                                                                 | +680                          |
| رمز الإنترنت                                              | .es                                                                                 | .pw                           |
| المنطقة الزمنية                                           | ت ع م+01:00، ت ع م+02:00                                                            | ت ع م+09:00                   |

## منظمات دولية مشتركة
يشترك البلدان في عضوية مجموعة من المنظمات الدولية، منها:
| علم المنظمة | اسم المنظمة                        | تاريخ انضمام إسبانيا | تاريخ انضمام بالاو |
| ----------- | ---------------------------------- | -------------------- | ------------------ |
|             | مؤسسة التنمية الدولية              | 18 أكتوبر 1960       | 16 ديسمبر 1997     |
|             | الأمم المتحدة                      | 14 ديسمبر 1955       | 15 ديسمبر 1994     |
|             | البنك الدولي للإنشاء والتعمير      | 15 سبتمبر 1958       | 16 ديسمبر 1997     |
|             | بنك التنمية الآسيوي                | 1986                 | 2003               |
|             | منظمة حظر الأسلحة الكيميائية       | ?                    | ?                  |
|             | مؤسسة التمويل الدولية              | 24 مارس 1960         | 16 ديسمبر 1997     |
|             | وكالة ضمان الاستثمار متعدد الأطراف | 29 أبريل 1988        | 16 ديسمبر 1997     |
|             | يونسكو                             | 30 يناير 1953        | 20 سبتمبر 1999     |

## وصلات خارجية
- موقع وزارة الخارجية الإسبانية